# میشینوری واتادا
میشینوری واتادا (انگلیسی: Michinori Watada؛ زادهٔ ۳ اکتبر ۱۹۳۸) بازیکن هاکی روی چمن اهل ژاپن بود.